# Andrew Benson
Andrew Benson   (Modesto, 24 de setembre de 1917 - La Jolla, 16 de gener de 2015) fou un biòleg nord-americà. És conegut per contribuir considerablement a comprendre el cicle del carboni en les plantes. Pels experiments dissenyats per Benson, es va descobrir el complex sistema de reaccions químiques que permeten que les plantes s'alimenten a partir de la llum solar.
Benson era fill d'un metge rural nascut a Suècia. Estudià a la University of California, Berkeley, on va aprendre òptica sota Luis Alvarez i treballà al laboratori de química de Glenn T. Seaborg. L'any 1942, es va doctorar al California Institute of Technology. Va ser objector de consciència per la Segona Guerra Mundial a Europa, una posició política que li va causar dificultats a Berkeley.
El maig de 1946 es va adherir-se al grup de Melvin Calvin, que treballava en la recerca sobre la fotosíntesi a l'Old Radiation Laboratory de Berkeley.
En la feina feta des de 1946 fins a 1953, junt amb Melvin Calvin i James Bassham, Benson va elucidar la via de l'assimilació del carboni (el cicle de reducció del carboni per la fotosíntesi en les plantes). El cicle de reducció del carboni es coneix com a Cicle de Calvin, que de forma inapropiada ignora la contribució de Bassham i Benson. Melvin Calvin va rebre el Premi Nobel de Química el 1961. La contribució d’Andrew Benson hi va ser fonamental, mes el seu treball no va ser reconegut de la mateixa manera.